# Namhyeon-dong
Namhyeon hay Namhyeon-dong là một phường của quận Gwanak, Seoul, Hàn Quốc. Tên của phường có nghĩa là "đường vượt đèo núi phía nam". Nó được đặt tên này vì có đường đèo chính để vượt qua núi Gwanak trong quá khứ.

## Địa điểm quan tâm
- Bảo tàng nghệ thuật Seoul, chi nhánh phía Nam (SeMA Nam-Seoul)